# スキャブデイツ
『スキャブデイツ』（Scabdates）は、アメリカ合衆国のバンド、マーズ・ヴォルタが2005年に発表したライブ・アルバム。日本で先行発売された。

## 解説
2004年5月から2005年5月にかけて録音されたライブ音源が収録されており、2005年9月にサウンド・シティ・スタジオにおいて編集及びミキシングが行われた。『ディラウズド・イン・ザ・コーマトリアム』（2003年）からの「テイク・ザ・ヴェール・サーピン・タクスト」は3トラックに分けて収録され、そのうち「アンド・ゴーステッド・パウツ」は映画『伝説のロックスター再生計画!』（2010年公開）のサウンドトラックで使用された。また、「サイカトリズ」は5トラックに分けて収録されている。
音楽評論家のJohnny Loftusはオールミュージックにおいて「スタジオ・レコードと同様に楽曲は継ぎ目なく流れ、サブ・タイトルが付けられて枝葉に分かれている」「『スキャブデイツ』は単なる遺物のライブ・アルバムではなく、これもまたマーズ・ヴォルタの世界への興味深い窓口」と評している。イギリスの音楽雑誌NMEが2011年3月9日に発表した「オールタイム・グレイテスト・ライブ・アルバム50」では39位にランク・インした。

## 収録曲
全曲ともオマー・ロドリゲス・ロペスとセドリック・ビクスラー・ザヴァラの共作。
1. アブレイションズ・マウント・ザ・ティンパニ - "Abrasions Mount the Timpani" - 4:07
2. テイク・ザ・ヴェール・サーピン・タクスト - "Take the Veil Cerpin Taxt" - 5:56
3. A)ガスト・オブ・マッツ - "A. Gust of Mutts" - 2:34
4. B)アンド・ゴーステッド・パウツ - "B. And Ghosted Pouts" - 4:52
5. カヴィリア - "Caviglia" - 2:45
6. コンチェルティーナ - "Concertina" - 4:17
7. ハラスペクス - "Haruspex" - 5:23
8. サイカトリズ - "Cicatriz" - 8:16
9. A)パート1 - "A. Part I" - 2:33
10. B)パート2 - "B. Part II" - 7:39
11. C)パート3 - "C. Part III" - 4:27
12. D)パート4 - "D. Part IV" - 20:00

## 参加ミュージシャン
- オマー・ロドリゲス・ロペス - ギター、シンセサイザー
- セドリック・ビクスラー・ザヴァラ - ボーカル
- アイザイア・アイキー・オーウェンズ - キーボード
- ホアン・アルデレッテ - ベース
- ジョン・セオドア - ドラム
- マルセル・ロドリゲス・ロペス - パーカッション
- エイドリアン・テラサス・ゴンザレス - 木管楽器、パーカッション
- パブロ・イノホス・ゴンザレス - サウンド・マニピュレーション